# Domitianus római császár
Imperator Caesar Domitianus Augustus, általánosan elterjedt néven Domitianus császár, született Titus Flavius Domitianus (Róma, 51. október 24. – Róma, 96. szeptember 18.) a Flavius-dinasztia római császára (81-től haláláig) Vespasianus fia és Titus öccse volt. Uralkodását abszolutisztikus törekvések jellemezték, és az emiatt jelentkező ellenállás letörésére terrorisztikus eszközöket alkalmazott.

## Ifjúsága
Domitianus 51. október 24-én látta meg a napvilágot Róma városában az akkor még egyszerű senatori rangú Vespasianus és Flavia Domitia második fiaként, tíz évvel bátyja, a Claudius udvarában nevelkedett és szép katonai pályát befutott Titus születését követően. Mivel ekkorra Vespasianus kegyvesztetté vált, Domitianus első éveit nagy szegénységben töltötte. (Ezt egyes történészek vitatják, csak a későbbi szerzők rosszindulatának tudják be hangsúlyozását.) Suetoniusnál maradt fenn az a szóbeszéd, hogy egy praetornak felajánlkozott, sőt talán még későbbi utóda, Nerva is fajtalankodott vele ifjú korában.
Domitianus nem lépett katonai pályára, amellett még fiatal is volt, amikor apja és fivére keletre ment a zsidó háborúba hadakozni. A négy császár évében nagybátyjával, Flavius Sabinusszal együtt részt vett a Vitellius elleni harcokban, ahonnan csak nagy viszontagságok árán tudott megmenekülni (többek között Ízisz-papnak öltözött) és elrejtőzni. Vespasianus bevonulásakor merészkedett csak elő, amikor consuli hatalommal ruházták fel, Caesarként köszöntötték és praetori rangot ruháztak rá. Suetonius szerint már ekkor megmutatkoztak természetének zsarnoki vonásai – ekkor még elsősorban nők elcsábításában mutatkoztak meg. Felesége, Domitia Longina – Nero zseniális hadvezére, Corbulo leánya – is egy senator, a később kivégeztetett Lucius Aelius Lamia Aemilianus hajdani házastársa volt. Két gyermekük született, egy fiú és egy lány 71-ben és 74-ben, ám mindketten meghaltak, mielőtt atyjuk trónra jutott volna.
Vespasianus és Titus uralkodása alatt Domitianus csak reprezentatív, hatalommal nem járó funkciókat töltött be, többek között papi tisztségeket. Hat alkalommal volt consul suffectus. Atyjával és bátyjával nem ápolt túlzottan bensőséges viszonyt, sőt amikor értesült arról, hogy Titus haldoklik, azonnal a testőrgárda táborába sietett magát császárrá kiáltatni a praetorianusokkal.

## Út a hatalomig
Nem javult helyzete bátyja, Titus trónra lépésével sem. Igaz, további kitüntetéseket kapott, bátyja egyre gyakrabban szerepeltette érmeken, és azt hangoztatta, hogy ő a társa és jövendőbeli utódja. Hivatali hatalmat azonban ő sem adományozott neki. Domitianus ráadásul meg volt győződve arról, hogy apjuk eredeti szándéka szerint a hatalmat megosztva kellett volna kormányozniuk, csak Titus, a gyakorlott kézíró, átírta Vespasianus végakaratát. Amikor 81-ben meghalt bátyja, Domitianus annak rendje és módja szerint intézkedett Titus istenné avatása felől, amivel tovább emelhette családja tekintélyét. Az új császár azonban rákényszerült, hogy áthidalja a feltűnő különbséget elődei katonai eredményei és saját ilyen irányú hiányosságai között. Kitartott a nagy hadvezér, Corbulo leányával kötött házassága mellett, és feleségét, Domitia Longinát Augustává választották.

## A trónon
A senatus, mintegy előrevetítve a későbbi rossz viszonyát az uralkodóval, előbb tüntetőleg búcsúztatta Titust, csak utána ismerték el Domitianust császárnak. Ő bizonyos szempontból tovább vitte a Flaviusok örökét: alatta fejeződtek be az újjáépítési munkálatok a 64-es tűzvész és a 69-es harcok során leégett Rómában (ekkor készült el az Amphitheatrum Flavium, Iuppiter capitoliumi temploma, de új stadium, odeum, naumachia és thermák is épültek) és 86-tól kezdve négyévente megrendezte a capitoliumi játékokat, ahol a plebs nagy örömére nem takarékoskodott a pénzzel és az érdekes ötletekkel (például éjszakai gladiátorharcok, törpék és nők küzdelmei). Bőségesen osztogatta az ingyen ételt is Róma lakóinak.

## Pénzügyek, gazdaságpolitika
Pazarló bátyjával ellentétben Domitianus a bevételekről és a kincstár stabilitásáról is gondoskodott. Mindjárt uralkodása elején megemelte a denarius ezüsttartalmát mintegy 12%-kal, így az elérte az Augustus korabeli szintet. Később, 85-ben ugyan le kellett szállítania a nemesfémtartalmat, de ez a szint még így is magasabb volt, mint Vespasianus és Titus idején.
Az ő császárságához köthető az első, Itália gazdaságának fellendítését – pontosabban hanyatlásának megakadályozását – hivatott intézkedések. Az Appennini-félszigeten ekkor már jobbára luxustermékek, elsősorban bor termelése folyt. Az 1. század folyamán azonban a provinciák is elkezdtek felzárkózni, exportnehézségeket okozva a birodalom központi területének. Domitianus ezért elrendelte a tartományok szőlői egy részének kiirtását, és megtiltotta az új ültetvények telepítését Itáliában. Ezzel egyúttal a gabonatermelést is fellendítette volna, ha végrehajtották volna a rendeletet. A korabeli adminisztráció azonban nem tudta keresztülvinni az intézkedés végrehajtását.
Feltehetően hozzá kötődik az Antoninusok idején kibontakoztatott alimentatio alapjainak megvetése, és pénzügyi nehézségekkel küszködő városok megsegítésére kirendelt curatorok kinevezése. Több tartomány igazgatását is megreformálta.

## Hadügyek

### Az első hadjáratok
Domitianus legfőbb célja volt, hogy diadalmas hódítóvá váljon. Ennek érdekében 81-ben befejezte a Felső-Rajna-vidék és a Felső-Duna-vidék között fekvő un. Agri Decumanes még apja idején elkezdett meghódítását. Eltiporta a chattus törzset, annektálta a Taunus-hegységet, a határt pedig kiterjesztette a Lahn és Majna folyókig. Ezek a sikeres hadjáratok feljogosították a Germanicus cím felvételére. Ezután lényegesen megemelte a katonák zsoldját, ami a magas inflációt kissé ellensúlyozta.
83-ban egy kisebb germaniai csetepaté történt a Rajna vidékén. Ezt követően szervezte meg a császár a korábban meghódított területen Germania Inferior és Germania Superior tartományokat. Ekkor tartotta a császár első diadalmenetét.
Domitianus egyik legnagyobb hadvezére Cnaeus Iulius Agricola volt, aki még Vespasianus idején került a britanniai legiók élére. 84-ben leállított hadjárata alatt meghódította Skócia déli részét, felfedezte az Ír-szigetet (latinul Hibernia), végül a történelem során először körbehajózta Britanniát. Agricola tevékenységét veje, a történetíró Tacitus örökítette meg. Szerinte Domitianus féltékenységből parancsolta meg a hadjárat leállítását és a római seregek visszavonulását.

### A dák háború
A legsúlyosabb problémát a császár uralkodása alatt a dákok jelentették. A Kárpát-medence Duras vezette dák törzsei 85-ben rátörtek Moesiára, és legyőzték Oppius Sabinus helytartó egy legióját. Maga Sabinus is odaveszett a harcokban. Domitianus talán ezzel összefüggésben rendelte el a britanniai visszavonulást, hogy Pannonia és az ekkor kialakított Moesia Inferior és Moesia Superior területére minél több egységet csoportosíthasson át. 86-ban sikerült legyőzni a dákokat – Domitianus meg is ragadta az alkalmat a triumphusra –, akiknek ekkor került az élére Diurpaneus király (aki a 88-ban a Decebal, "Nagy" nevet vette fel). A római haderőt 87-ben a praefectus praetorio, Cornelius Fuscus vezette, de egy összecsapásban odaveszett. Végül a 88-as tapae-i csata során döntő római győzelem született, ennek ellenére 89-ben Decebalusnak kedvező béke született: szövetségesnek ismerték el, és még a rómaiak adtak erődépítő mérnököket és pénzt a dákoknak azért, hogy átvonulhassanak a tartományon. A dák hadjárat a siker ellenére kudarcot vallott. Egyetlen eredménye a limes kiépítése volt az Ister (Al-Duna) mentén.

### Germania és Pannonia
A dák háború felemás befejezésének az volt az oka, hogy 89. január 1-jén Lucius Antonius Saturninus helytartó fellázadt Mogontiacumban (Mainz), ráadásul kisebb kvád támadás érte Pannoniát. A császár ezért azonnal nyugatra rendelte a hadsereget, Decebalus így tarthatta meg trónját. Saturninust végül Aulus Lappius Buccius Maximus, a szomszédos Germania Inferior helytartója verte le, de Hispania egyetlen legiója élén megindult ellene a provincia kormányzója, Marcus Ulpius Traianus is. Ha időben odaért volna, akkor sem nyomott volna sokat a latban a négy lázadó legio ellen, de legalább biztosította hűségéről a császárt, és 91-ben consul lehetett. Ezt követően őt nevezték ki germaniai helytartónak, és ilyen minőségben lett később Nerva császár kijelölt utódja, majd császár.
Germania katonaságát a lázadás nyomán megfelezték, megszüntetve a kettős táborokat, így ezentúl csak 4 legio állomásozott a rajnai határok mentén. 89-ben ehhez járult az ún. Agri Decumates („tizedes földek”, talán az innen fizetendő adóról) megszervezése, ami a germaniai hódító törekvések végpontját jelentette.
92-ben germán és jazigok törtek be Pannonia területére. Az elhúzódó háború több vereséget hozott a rómaiak számára, és Domitianus meggyilkolásáig mindössze a jazigokat sikerült pacifikálni. A császár ovatiót tartott ennek örömére, kiterjesztette a limest Pannonia területére és csapatokat vont össze a határ mentén, de a hadjárat befejezése már Nerva feladata lett.

## Egyeduralmi törekvések és bukás

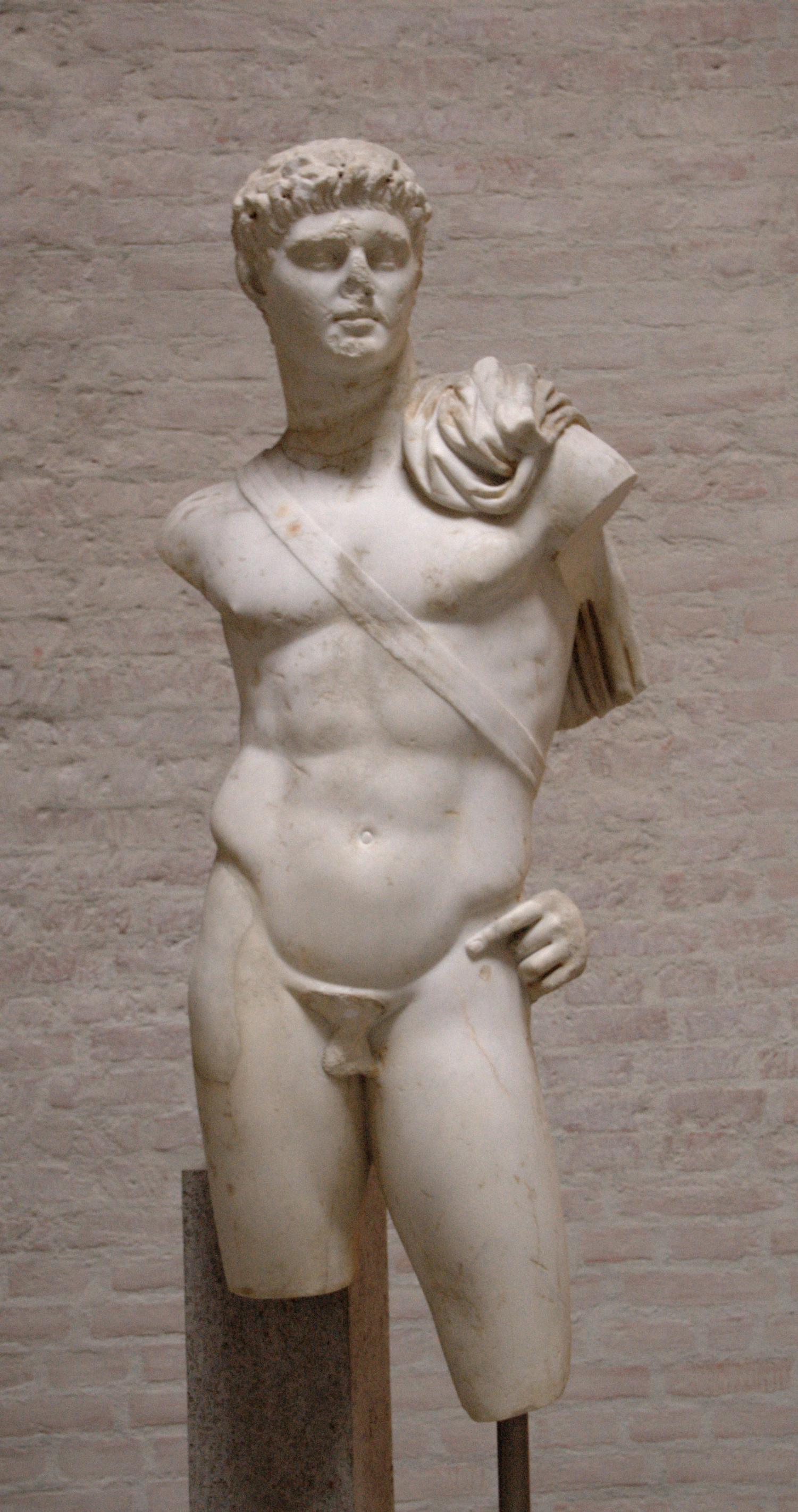
Domitianus mint Hercules

A császár katonai kudarcai ellenére rendkívül népszerű volt a hadsereg körében, többek között annak köszönhetően, hogy zsoldemelést hajtott végre először Augustus óta. Ekkor az évi zsold 300 denariusra emelkedett. Domitianus másik támasza a játékokkal és ajándékokkal bőségesen ellátott római nép volt – a senatusszal viszont kezdettől fogva feszült volt viszonya. Ez elsősorban abszolutisztikus törekvéseinek volt köszönhető.
Domitianus ugyanis az amúgy csak jelképes hatalmú senatust háttérbe szorítva kormányzott, mindössze a bizalmasaiból (amici principis) szervezett császári tanáccsal (consilium principis) működött együtt, magát úrnak és istennek (dominus et deus) szólíttatta. 85-ben felvette a censor perpetuus (örökös censor) címet, ami hivatalosan is feljogosította a senatus összetételének kedve szerinti formálására. Saturninus felkelésében a senatori ellenzék is szerepet vállalt, ettől kezdve fordult a császár terrorisztikus eszközökhöz. 93-ban legalább 11 consularist kivégeztetett, és sokakat – elsősorban a sztoicizmus követőit – száműzetett, valamint lecsapott minden köztársasági érzelmű megnyilvánulásra (így halt meg egy Thrasea Paetust dicsőítő szónok is). Ugyanakkor a potenciális ellenzéknek számító filozófusokat kitiltotta a fővárosból, és 94-ben a keresztények is ugyanerre a sorsra jutottak. Zsidó és keresztény szimpátiája miatt a császár rokonát, Flavius Clemenst is kivégeztette. Az első kivégzéshullámot a seianusi időkre emlékeztető besúgórendszer, felségsértési perek és újabb kivégzések, száműzések és vagyonelkobzások követték.
A gyűlölt Domitianusszal egy senatori berkekben szövődő összeesküvés végzett, amelyben felesége és számos előkelőség is részt vett. 96. szeptember 18-án magántitkára gyilkolta meg a császárt, és a senatus még aznap a trónra emelte egyik bizalmasát, a konspirációban feltehetően részt vállaló Marcus Cocceius Nervát. Domitianus halála után damnatio memoriae áldozata lett, hasonlóan Caligulához és Neróhoz.
Korábban a történetírás az ókori római források tükrében egyértelműen negatívan értékelte Domitianus személyét és uralkodását, azonban egyes újabb értékelések szerint rátermett, tehetséges, bár kemény kezű és eszközökben nem válogató császárnak bizonyult.

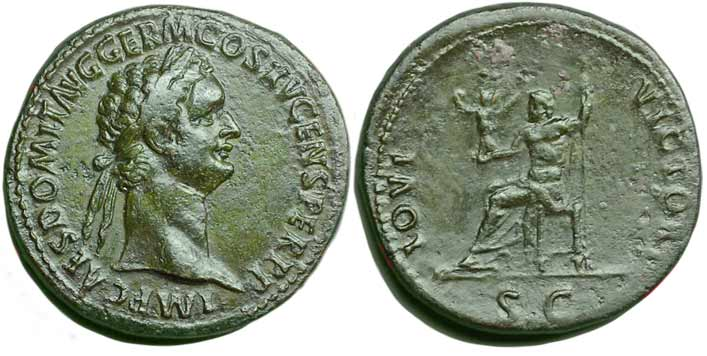
Domitianus római császár Kr.u. 92-94 között vert bronz sestertius érméje. Átmérő: 34 mm, súly: 24.78 gramm. A császárportrés előoldal felirata: IMP CAES DOMIT AVG GERM COS XV CENS PER P P. A hátoldalon a győzelem istennőjét a tenyerén hordozó Jupiter ábrázolása látható, felirata: IOVI VICTORI S C.
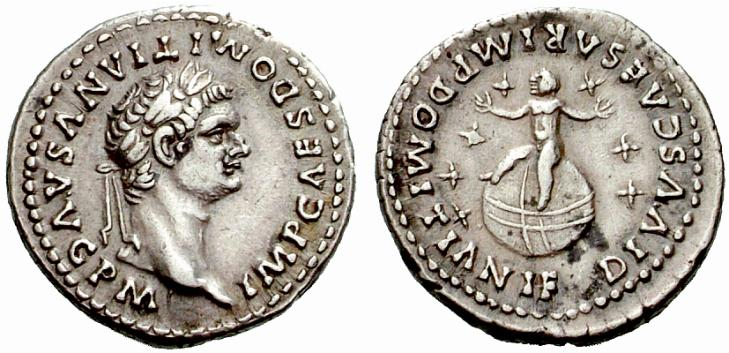
Domitianus római császár ezüst denarius érméje, súlya 3,51 gramm. A császárportrés előoldal felirata: IMP CAES DOMITIANVS AVG P M. DIVVS CAESAR IMP DOMITIANI F. A hátoldalon Domitianus ülő fia, gyermek Jupiterként ábrázolva a glóbuszon, és a Nagy Medve csillagkép látható, a felirat: DIVVS CAESAR IMP DOMITIANI F.
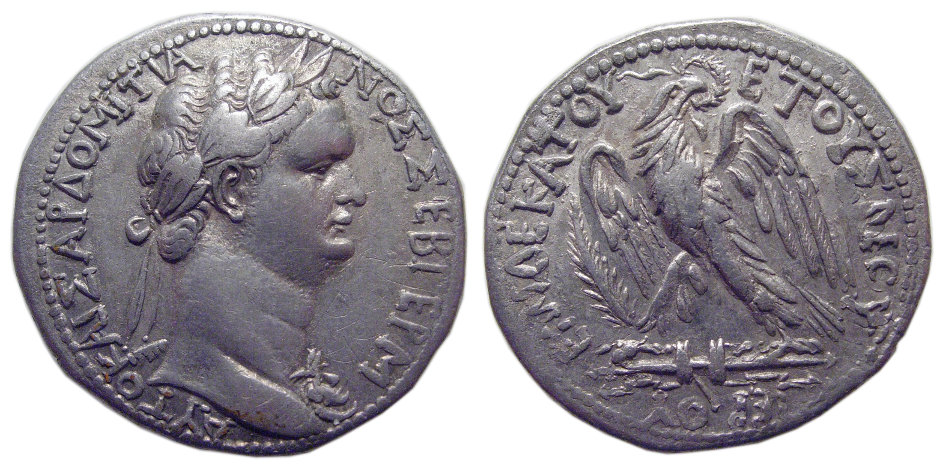
Domitianus császár görög feliratos, a Római Birodalom keleti fele számára vert ezüst tetradrachma (4 drachma) érméje. Átmérő: 27 mm, súly: 14,8 gramm. Az előoldalon császárportré, felirata: AYTO KAISAP DOMITIA NOS SEB GEPM. A hátoldalon csőrében győzelmi koszorút tartó, villámokat markoló római sas, felirata: ETOYS NEOY GEPOY ENDEKATOY.